# Остролодочник мохнатый
Остролодочник мохнатый, или войлочный, или шерстистый (лат. Oxytropis lanuginosa), — вид растений рода Остролодочник (Oxytropis) семейства Бобовые (Fabaceae), растущий на степных склонах, в песчаной степи и в зарослях караганы.

## Ботаническое описание
Растение беловойлочное. Цветоносы немного длиннее листьев. Прилистники перепончатые, по краю с белыми волосками. Листья по оси и черешку отстояще-беловолосистые. Листочки ланцетные, в 8—15 мутовках, с обеих сторон беловойлочные.
Цветки в коротких густых кистях. Чашечка трубчатая, беловолосистая, с зубцами в 4—5 раз короче трубки. Венчик фиолетовый. Флаг 14—15 мм длиной, овальный, вверху с неглубокой выемкой. Лодочка с острием около 2 мм длиной. Бобы яйцевидные или почти шаровидные, тонкокожистые, с коротким загнутым носиком, беловойлочные, иногда с примесью чёрных волосков, с узкой брюшной перегородкой (меньше 1 мм).

## Охрана
Вид включён в Красную книгу России и в Красную книгу Республики Тыва.